# Balkan Cup 1936
De Balkan Cup 1936 was de 7e editie van dit voetbaltoernooi. Het toernooi werd gespeeld tussen 17 en 24 mei 1936. Er waren vier deelnemers. Roemenië werd kampioen.

## Eindstand
| Team        | Gsp | W | G | V | DV | DT | DS | Ptn |
| ----------- | --- | - | - | - | -- | -- | -- | --- |
| Roemenië    | 2   | 2 | 0 | 0 | 9  | 3  | +6 | 4   |
| Bulgarije   | 2   | 1 | 0 | 1 | 6  | 8  | –2 | 2   |
| Griekenland | 2   | 0 | 0 | 2 | 6  | 10 | –4 | 0   |

## Wedstrijden
|                                                  |                                                                    |       |                                            | |
| 17 mei 1936 «onderlinge duels» 17:30 uur (UTC+3) | Roemenië                                                           | 5 – 2 | Griekenland                                | Stadionul Oficiul Național de Educație Fizică, Boekarest Toeschouwers: 15.000 Scheidsrechter: Peco Bauwens (GER) |
| 17 mei 1936 «onderlinge duels» 17:30 uur (UTC+3) | Iuliu Bodola 21', 85' Alexandru Schwartz 37', 75' Ştefan Dobay 77' |       | 31' Giannis Vazos 76' Theologos Simeonidis | Stadionul Oficiul Național de Educație Fizică, Boekarest Toeschouwers: 15.000 Scheidsrechter: Peco Bauwens (GER) |

|                                                  |                                                                                   |       |                                                                     | |
| 21 mei 1936 «onderlinge duels» 17:30 uur (UTC+3) | Bulgarije                                                                         | 5 – 4 | Griekenland                                                         | Stadionul Oficiul Național de Educație Fizică, Boekarest Toeschouwers: 20.000 Scheidsrechter: Peco Bauwens (GER) |
| 21 mei 1936 «onderlinge duels» 17:30 uur (UTC+3) | Asen Panchev 25', 76' Penko Rafailov 27' Ljoebomir Angelov 31' Mihail Lozanov 73' |       | 12' Antonis Migiakis 69' Kleanthis Vikelidis 84', 86' Kostas Houmis | Stadionul Oficiul Național de Educație Fizică, Boekarest Toeschouwers: 20.000 Scheidsrechter: Peco Bauwens (GER) |

|                                                  |                                                                  |       |                       | |
| 24 mei 1936 «onderlinge duels» 17:30 uur (UTC+3) | Roemenië                                                         | 4 – 1 | Bulgarije             | Stadionul Oficiul Național de Educație Fizică, Boekarest Toeschouwers: 20.000 Scheidsrechter: Peco Bauwens (GER) |
| 24 mei 1936 «onderlinge duels» 17:30 uur (UTC+3) | Alexandru Schwartz 10', 55' Gheorghe Ciolac 66' Ştefan Dobay 78' |       | 35' Ljoebomir Angelov | Stadionul Oficiul Național de Educație Fizică, Boekarest Toeschouwers: 20.000 Scheidsrechter: Peco Bauwens (GER) |